# Keng Sang Choi
Keng Choi Sang (Macao, 7 dicembre 1989) è un calciatore macaense, di ruolo centrocampista.